# 王垣京
王垣京，又作王恒京，字雄生，號東彄，福建晉江縣人，明朝政治人物。

## 生平
天啓七年（1627年）丁卯科福建鄉試舉人，榜名莫與京，崇禎十年（1637年）丁丑科進士，吏部觀政，本年六月授江西南城縣知縣，十三年被革职。升任廣西按察使。

## 家族
曾祖王豪，祖王乃武，父王邦礼。